# Linia wpływowa
Linia wpływowa (linia wpływu) – jest funkcją określającą wartość konkretnej wielkości mechanicznej, np. reakcji podporowej R(x), siły przekrojowej Q(x), przemieszczenia u(x), kąta obrotu {\displaystyle \varphi (x),} wywołanej działaniem siły jednostkowej P = 1 przyłożonej w punkcie o współrzędnej x.
Linie wpływowe umożliwiają rozwiązywanie różnych zagadnień związanych z obciążeniami ruchomymi działającymi na konstrukcję. W szczególności pozwalają ustalić najniekorzystniejsze dla danego przekroju konstrukcji, położenie znormalizowanego obciążenia ruchomego.
Przy projektowaniu belkowych konstrukcji mostów i wiaduktów linie wpływu sporządza się dla wielu przekrojów tak, aby na tej podstawie można było zbudować tzw. obwiednie ekstremalnych wartości wybranych wielkości mechanicznych. Umożliwia to bezpieczne projektowanie tych przekrojów.